# Bulbophyllum pahudii
Bulbophyllum pahudii es una especie de orquídea epifita  originaria de  	 Asia. 

## Descripción
Es una orquídea de mediano tamaño, con hábitos epifita que tiene grandes pseudobulbos alargados, que llevan una sola hoja, apical, estrechándose abajo en la base peciolada. Florece en la primavera en un inflorescencia de 20 cm de largo con 4 a 12 grandes flores malolientes, vistosas, en una umbela.

## Distribución y hábitat
Se encuentra en la Isla de Java en elevaciones de 850 a 1.200 metros  en los troncos de los árboles o terrestres luchando desde zonas muy húmedas. 

## Taxonomía
Bulbophyllum pahudii fue descrita por (de Vriese) Rchb.f. y publicado en Annales Botanices Systematicae 6: 264. 1864.
Etimología
Bulbophyllum: nombre genérico que se refiere a la forma de las hojas que es bulbosa.
pahudii: epíteto
Sinonimia
- Bulbophyllum javanicum Miq.
- Cirrhopetalum capitatum (Blume) Lindl.
- Cirrhopetalum carinatum Teijsm. & Binn.
- Cirrhopetalum flagelliforme Teijsm. & Binn. ex Rchb.
- Cirrhopetalum pahudii de Vriese
- Ephippium capitatum Blume[3][4]